# Шаніко (Орегон)
Шаніко (англ. Shaniko) — місто (англ. city) в США, в окрузі Васко штату Орегон. Населення — 30 осіб (2020).

## Географія
Шаніко розташоване за координатами 45°0′13″ пн. ш. 120°45′8″ зх. д. / 45.00361° пн. ш. 120.75222° зх. д. (45.003616, -120.752217).  За даними Бюро перепису населення США в 2010 році місто мало площу 1,29 км², уся площа — суходіл.

## Демографія
Згідно з переписом 2010 року, у місті мешкало 36 осіб у 17 домогосподарствах у складі 11 родини. Густота населення становила 28 осіб/км².  Було 24 помешкання (19/км²).
Расовий склад населення:
| - 75,0 % — білих - 8,3 % — азіатів |

До двох чи більше рас належало 16,7 %. Частка іспаномовних становила 8,3 % від усіх жителів.
За віковим діапазоном населення розподілялося таким чином: 16,7 % — особи молодші 18 років, 50,0 % — особи у віці 18—64 років, 33,3 % — особи у віці 65 років та старші. Медіана віку мешканця становила 54,5 року. На 100 осіб жіночої статі у місті припадало 140,0 чоловіків;  на 100 жінок у віці від 18 років та старших — 100,0 чоловіків також старших 18 років.
Цивільне працевлаштоване населення становило 0 осіб. 